# Oldenlandia adscensionis
Oldenlandia adscensionis är en måreväxtart som först beskrevs av Dc., och fick sitt nu gällande namn av Cronk. Oldenlandia adscensionis ingår i släktet Oldenlandia och familjen måreväxter. IUCN kategoriserar arten globalt som utdöd.
Artens utbredningsområde är Ascension. Inga underarter finns listade i Catalogue of Life.